# Ukita Hideie
En aquest nom japonès, el cognom és Ukita.
Ukita Hideie (宇喜多秀家, 1573- 7 de desembre de 1655) va ser un samurai del període Sengoku i dàimio de les províncies de Bizen i Mimasaka (avui dins de la Prefectura d'Okayama). Hideie va ser fill d'Ukita Naoie i va contraure núpcies amb la filla de Maeda Toshiie.
Hideie va participar activament durant les invasions japoneses a Corea convocades per Toyotomi Hideyoshi i va ser a més nomenat com a membre del «Consell dels Cinc Regents», conformat per Hideyoshi amb la finalitat que aquests governessin a la seva mort i fins que el seu fill Hideyori tingués l'edat necessària per prendre les regnes del país.
Tokugawa Ieyasu, també membre d'aquest consell va lluitar per dirigir el país durant la batalla de Sekigahara. En aquest enfrontament, Hideie es va aliar amb l'oponent de Tokugawa, Ishida Mitsunari. Després de la victòria del clan Tokugawa en aquesta batalla, Hideie va escapar i va romandre a l'exili durant diversos anys.